# Temple Grandin (film)
Temple Grandin este un film de televiziune biografic din 2010 regizat de Mick Jackson cu Claire Danes în rolul lui Temple Grandin, o femeie autistă care a revoluționat practicile de manevrare umană a animalelor (vaci) în ferme și abatoare.